# 熊本市立託麻中学校
熊本市立託麻中学校（くまもとしりつ たくまちゅうがっこう）は、熊本県熊本市南区出仲間六丁目にある公立中学校。
6・3制実施により設立された。1953年（昭和28年）組合立を形成していた飽託郡御幸村、田迎村が熊本市に編入されたことにともない熊本市立中学校となる。
学校名の「託麻」は1879年（明治12年）の郡区町村編制法で誕生した託麻郡に由来する。その為、1955年（昭和30年）の合併により誕生した詫麻村が由来の熊本市東区の地名である「託麻」とは由来が異なる。

## 沿革
- 1947年 - 飽託郡御幸村・田迎村組合立託麻中学校設立
- 1953年 - 熊本市立託麻中学校と改称

## 委員会
- 学級委員
- 文化学習委員
- 緑化委員
- 保健委員
- 体育委員
- 生活委員
- 給食委員
- 美化委員
- 図書委員
- ICT委員

## 部活

### 運動部
- 野球
- 陸上
- サッカー
- 男子バレーボール
- 女子バレーボール
- 男子バスケットボール
- 女子バスケットボール
- ラグビー
- 男子バドミントン
- 女子バドミントン
- 水泳
- ソフトボール
- ソフトテニス
- 女子ソフトテニス
- 剣道
- 卓球

### 文化部
- 吹奏楽
- 美術
- 放送
- 合唱部

## 著名な卒業生
- 中野陽一（柔道選手）
- 大野萌亜 （柔道選手）
- 高山久（元プロ野球選手）
- 小林慎太郎（バスケットボール選手）
- 松本大輝（プロサッカー選手）
- 大竹耕太郎（プロ野球選手)
- 松岡大起（プロサッカー選手）
- 川野涼多（プロ野球選手）
- 嶋本悠大(プロサッカー選手)

## 学校周辺
- 国道266号